# 人民郵電報
《人民邮电报》是隸屬於中华人民共和国工业和信息化部的一家媒体，於1950年5月15日创刊，當時名為《人民邮电》。1959年8月12日, 人民邮电和中国邮电工人报（原名郵電工人報，1950年5月15日創刊，1952年改名為中国邮电工人报）合并，同年10月1日出版人民邮电报。該報報頭由毛澤東於1948年12月在西柏坡題字。1966年10月人民郵電報休刊，1979年4月復刊。

## 外部連結
- 人民邮电报·电子版